# Burganes de Valverde
Burganes de Valverde – gmina w Hiszpanii, w prowincji Zamora, w Kastylii i León, o powierzchni 33,03 km². W 2011 roku gmina liczyła 754 mieszkańców.